# Jakob Nef
Jakob Nef (geboren als Ernst Jakob Näf; * 2. Januar 1896 in Herisau; † 14. November 1977 ebenda) war ein Schweizer Karikaturist, Grafiker und Maler. 

## Leben
Jakob Nef absolvierte ab 1911 eine Ausbildung als Stickereizeichner in St. Gallen, wo er von 1913 bis 1919 als Entwerfer der Stickereifirma Stauder arbeitete. Ab 1917 fühlte er sich immer mehr zum künstlerischen Schaffen hingezogen und besuchte einen Abendkurs für Figurenzeichnen an der Gewerbeschule in St. Gallen; sein Lehrer war der Kunstmaler August Wanner.
Sein Familienname: Ursprünglich stammt die Familie Näf aus Mogelsberg im Toggenburg, Kanton St. Gallen. Der Grossvater von Jakob Nef zog nach Herisau, wo sie «Nef» genannt wurden, wie es im Kanton Appenzell AR üblich ist. Der Künstler signierte seine Zeichnungen aber bereits Ende der 20er-Jahre mit «J. Nef». Damit auch juristisch alles seine Ordnung hatte, liess er seinen Namen 1936 offiziell von «Näf» in «Nef» ändern. 
Von 1920 bis 1923 besuchte er die Kunstakademie Stuttgart, wo er unter anderem Schüler von Christian Landenberger war. Dieses Studium bildete das Fundament seiner künstlerischen Tätigkeit. Während seiner Studienzeit war er mit dem Meisterschüler von Landenberger, Wilhelm Geyer, eng befreundet, der sich später in der christlichen Kunst einen Namen machte. Weiter nahm er auch noch Unterricht beim Maler Fritz Müller, einem ehemaligen Schüler des Wegbereiters der modernen Abstraktion, Adolf Hölzel.
Nach seiner Rückkehr wirkte er als freier Kunstmaler und Grafiker in Herisau. 1923 nahm er an einem künstlerischen Wettbewerb der Satirezeitschrift Nebelspalter teil, gewann mit seinem Beitrag Festhütte Schweiz einen Preis und wurde zur aktiven Mitarbeit als politischer Zeichner eingeladen. Die Veröffentlichung seiner Zeichnung Gleichschaltung am 14. Juli 1933 führte zum sofortigen Verbot der Zeitschrift in Deutschland.
Im Jahre 1938 nahm er an der ersten Schweizerischen Karikaturen-Ausstellung in der Kunsthalle Bern teil, u. a. zusammen mit Gregor Rabinovitch, Albert Lindegger, Carl Böckli, René Gilsi, Victor Surbek und Willy Guggenheim.
Er blieb bis 1964 einer der wichtigsten Karikaturisten des Nebelspalters und prägte dessen politische Unabhängigkeit wesentlich mit. Von 1941 bis 1964 lehrte Jakob Nef zudem in Teilzeit an der St. Galler Gewerbeschule.
Ein Teilnachlass von Nef befindet sich im Staatsarchiv Appenzell Ausserrhoden.

## Ausstellungen
- Museum Herisau: Einzelausstellung «Jakob Nef». Unter Mitarbeit des Staatsarchivs Appenzell Ausserrhoden, 18. Juni bis 30. Oktober 2005.[4]
- Erste schweizerische Karikaturen-Ausstellung, Kunsthalle Bern, 22. Juni bis 24. Juli 1938.
- Kunstmuseum St. Gallen: Rudolf Dürrwang, Paul Eichenberger, Jacob Nef, E.G. Rüegg. September 1922.
- Kunstmuseum St. Gallen: Ernst Burkhard, W. A. Isler, Hans Looser, Jos. Mauder, Jacob Nef, Arnold Schär. April bis Mai 1923.
- Kunstmuseum St. Gallen: Heinrich Herzig, Jacob Nef, Walter Knecht, Etienne Tach. September 1925.